# Хеджес, Крис
Крис Хеджес (англ. Christopher Lynn Hedges, род. 18 сентября 1956, Сент-Джонсбери, штат Вермонт) — американский журналист. Автор нескольких книг. Лауреат Пулитцеровской премии (2002, совместно со своими коллегами из «Нью-Йорк таймс»), пресвитерианский священник. Окончил Колгейтский университет (штат Нью-Йорк) со степенью бакалавра искусств по английской литературе. Также получил степень магистра богословия в Богословской школе Гарвардского университета. Имеет степени почётного доктора от двух теологических учебных заведений. Женат на канадской актрисе Юнис Вонг, с которой имеет двух детей. Имеет ещё двоих детей от предыдущего брака. С 2016 года ведёт программу On Contact на телеканале RT America.

## Книги

### Война — это сила, придающая нам смысл(2002)
В этом бестселлере (ISBN 1-58648-049-9) Хеджес, опираясь на свой журналистский опыт, описывает шаблоны поведения, которым в военное время следуют как люди, так и государства. Эта книга стала финалистом конкурса National Book Critics Circle Award в категории документальной литературы.

### Что должен знать о войне каждый(2003)
В работе над этой книгой (ISBN 1-4177-2104-9) Хеджесу помогали некоторые участники боевых действий.

### Моисея потеряли на шоссе(2005)
Моисея потеряли на шоссе: Десять заповедей в Америке (ISBN 0-7432-5513-5) вышла в июне 2005. Книга была вдохновлена польским режиссёром Кшиштофом Кесьлёвским и его десятисерийным фильмом «Декалог». Хеджес писал о жизнях людей — в том числе и о своей собственной — которые были разрушены либо вследствие нарушения одной из заповедей, либо в связи с проблемами, которые эта заповедь поднимает.

### Американские фашисты (2007)
Американские фашисты: Правые христиане и война, объявленная Америке (ISBN 0-7432-8443-7) вышла в январе 2007 года.
В этой книге Хеджес утверждает, что движение христианских фундаменталистов, растущее в настоящее время в Соединенных Штатах, напоминает ранние стадии фашистских движений в Италии и Германии начала прошлого века, и потому несет в себе угрозу американской демократии.

### Сопутствующие жертвы (2008)
Сопутствующие жертвы: война Америки против гражданского населения Ирака (ISBN 1-56858-373-7), в соавторстве с Лайлой Аль-Ариан.

### Империя иллюзий(2009)
Империя иллюзий: Конец образованности и триумф шоу (ISBN 978-1-56858-437-9) вышла в июле 2009. Это критическое исследование, посвященное американскому обществу и американской культуре. Хеджес утверждает, что истинная образованность и личностные взаимоотношения в Америке исчезают, подменяясь иллюзией и спектаклем.

### Мир как он есть(2011)
Мир как он есть: крушение мифа о человеческом прогрессе (ISBN 978-1-56858-640-3). Это сборник статей, выходивших в периодическом издании Truthdig.